# Бомбардир (воинское звание)

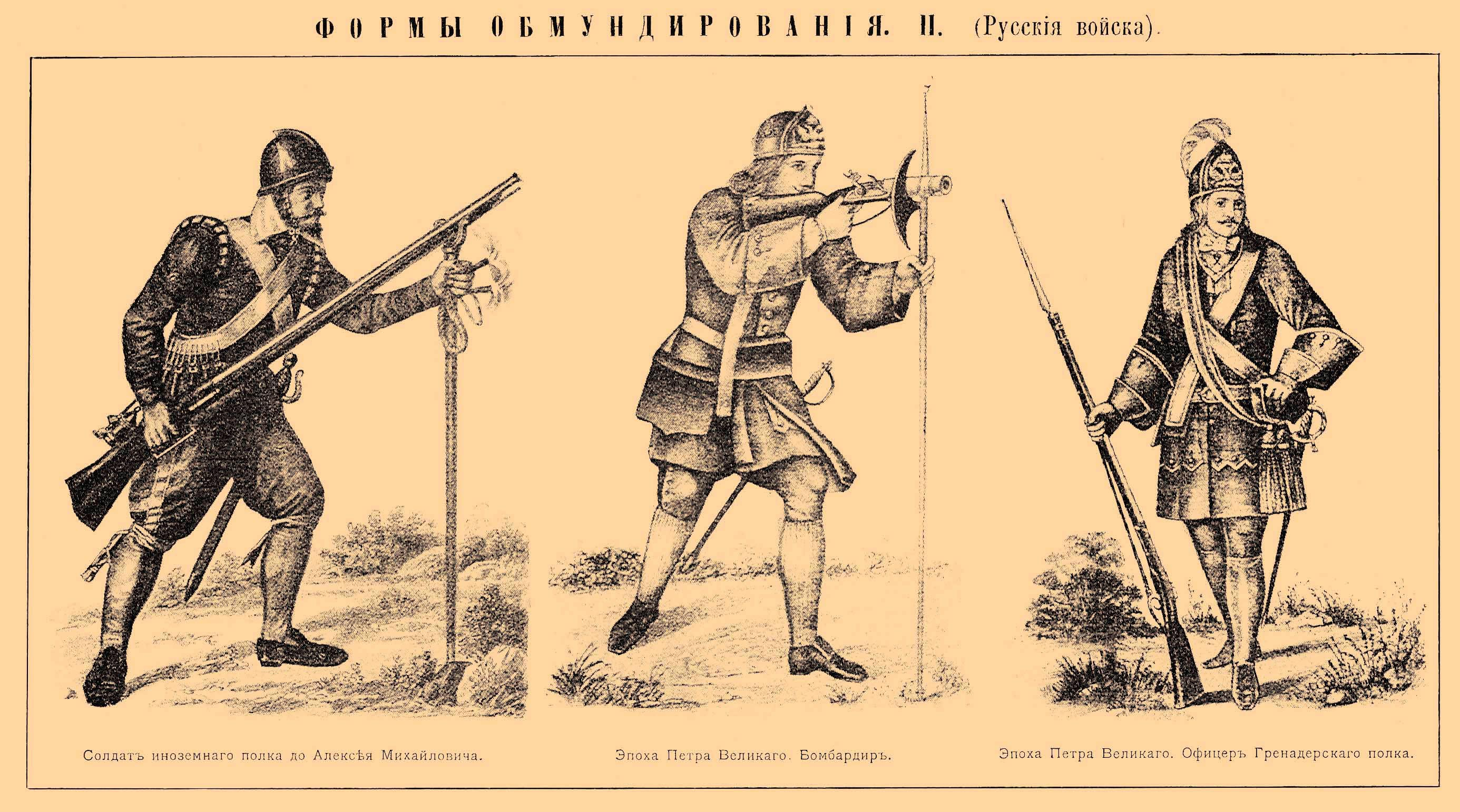
Формы обмундирования II. Русские войска. 1. Солдат иноземного полка до Алексея Михайловича. 2. Эпоха Петра Великого. Бомбардир. 3. Эпоха Петра Великого. Офицер гренадерского полка.

Бомбардир (нем. Bombardier) — звание в артиллерии, установлено в 1682 году для артиллеристов «потешных» войск Петра I Алексеевича, которые служили в созданной им бомбардирской роте, где сам государь носил чин капитана (ротного командира).
Бомбардир, и вообще служитель при мортире — морти́рщик.

## История
В 1505 году в Венеции существовала Конгрегация Бомбардиров, имевших отношение к бомбардам различных калибров, в том числе и ручных (см. рисунок выше).
С конца XVIII века бомбардир — рядовой артиллерист, служивший при «бомбардирских» орудиях (мортиры, гаубицы, единороги).
В дальнейшем (вплоть до 1917 года) бомбардир (а также бомбардир-наводчик, бомбардир-лабораторист и бомбардир-наблюдатель) — нижний чин артиллерийских частей русской императорской армии с повышенной квалификацией (соответствовал ефрейтору в пехоте). В обязанности бомбардира входило «начинять бомбы, приготовлять к оным трубки и др. огнестр. снаряды, не взирая на сие, что употребляются к тому лаборатористы».
В полковой артиллерии в каждом взводе один из бомбардиров назначался взводным. Взводный бомбардир принимал оружие, снаряжение, казённые и собственные вещи от нижних чинов, убывших из взвода по каким бы то ни было причинам, и сдает каптенармусу, кроме конского снаряжения и принадлежностей для чистки лошадей, передаваемых на руки назначенным убирать лошадей от убывших. Взводный бомбардир также был освобождён от нарядов на службу, кроме дежурства по батарее и конюшне.
В бомбардиры назначали за примерное поведение и хорошее знание службы, также для этого нижние чины должны были обладать: для первого звания — основательным знанием лабораторного дела, для последнего — острым зрением, смышлёностью и расторопностью.
Бомбардир получал увеличенный оклад жалования и внешнее отличие в виде тесьмы — в гвардии жёлтой, в армии белой, — поперёк погон; у бомбардиров-наводчиков — узкого золотого позумента, нашитого продольно, посредине погон.
Перед революциями чин «бомбардир» присваивали в артиллерии лучшим солдатам-канонирам, и он приравнивался к ефрейторскому.

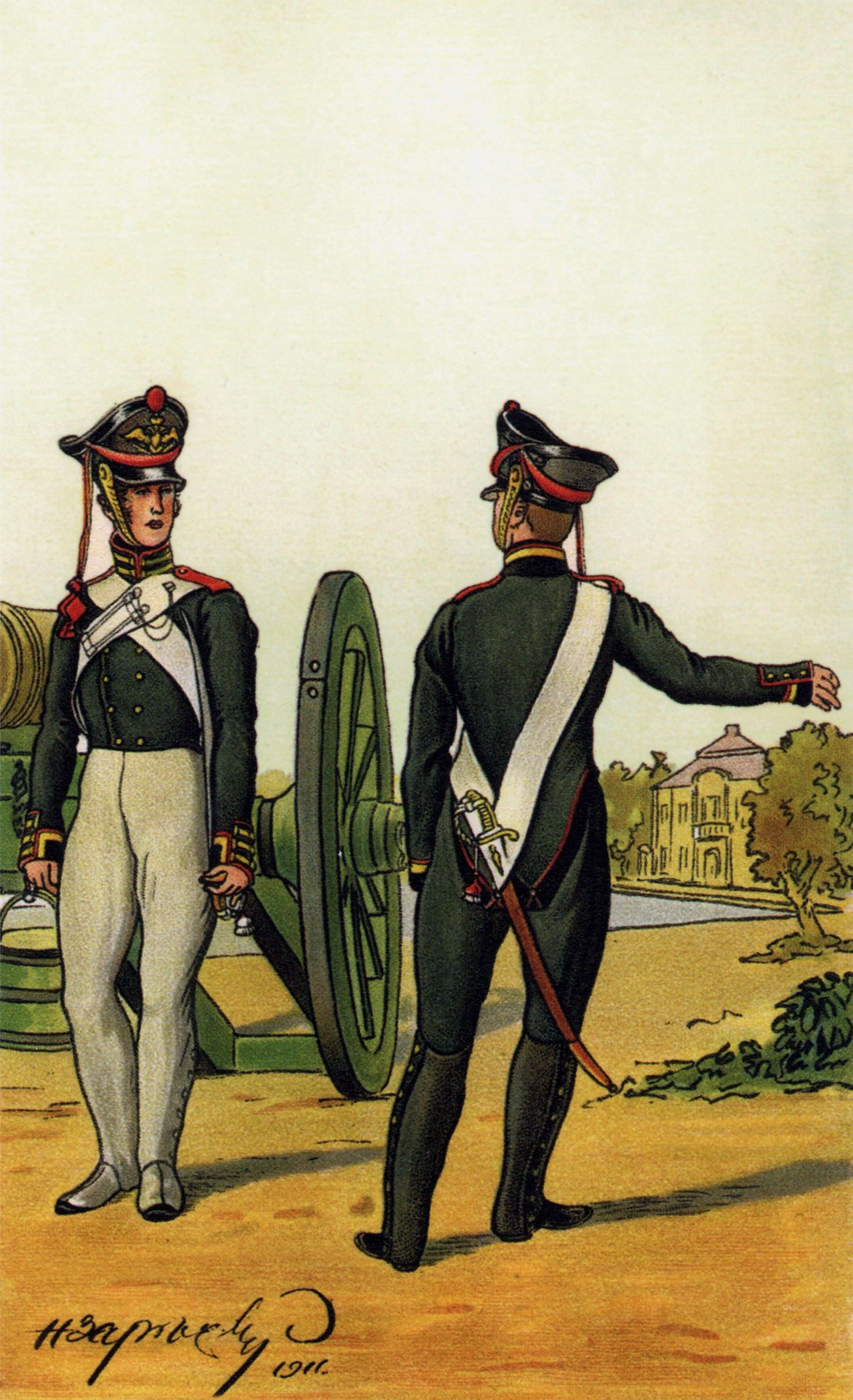
Бомбардир Гвардейской пешей артиллерии (летняя форма; слева) и егерь 14-го егерского полка (зимняя форма).
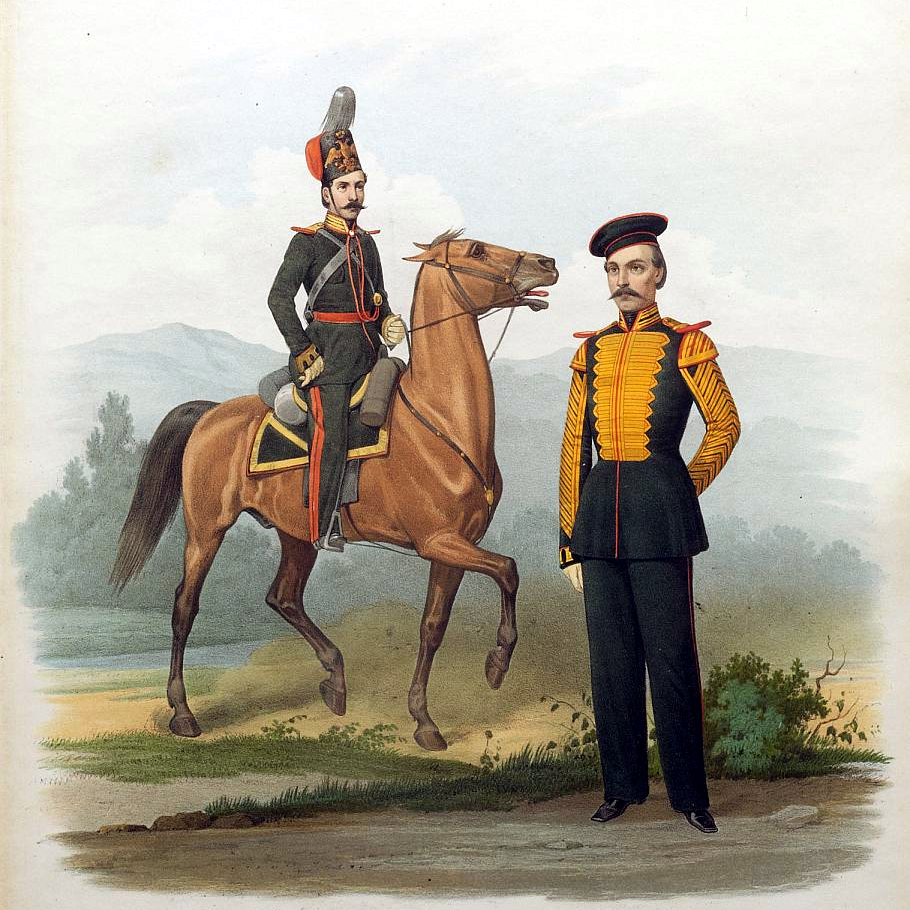
Пиратский К. К. Бомбардир и трубач лейб-гвардии Донской казачьей конноартиллерийской батареи. 1855 год.
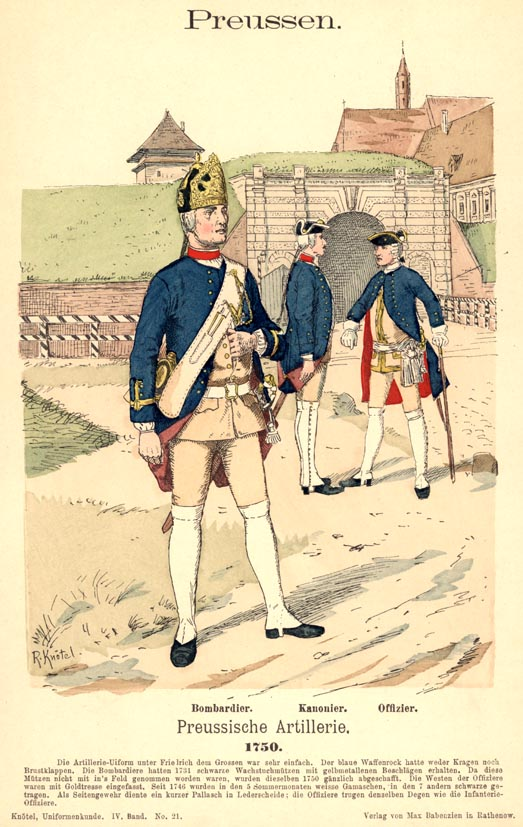
Бомбардир прусской армии.
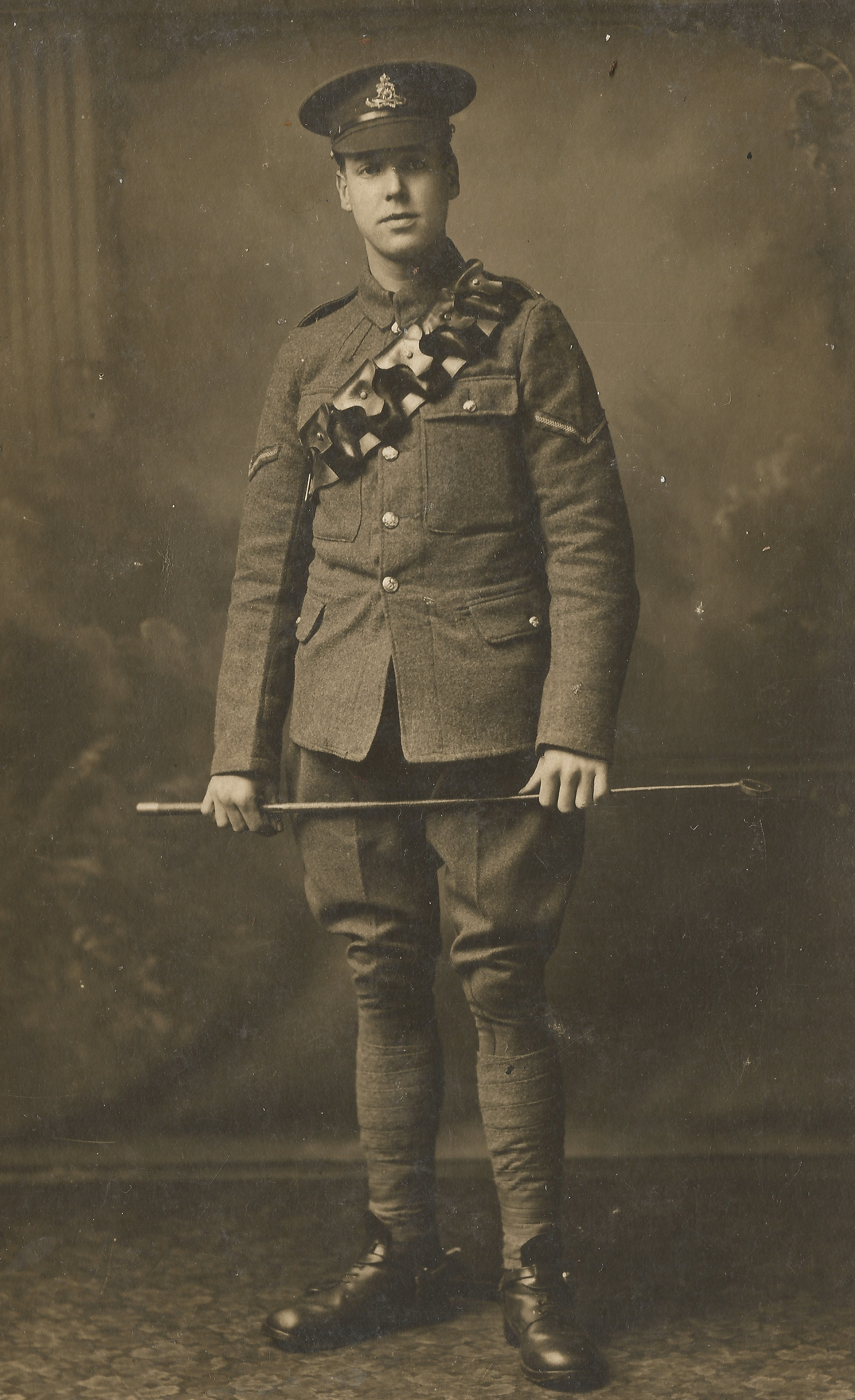
Бомбардир британской армии Дункан Бромвич (1893–1917).

## Знаки различия
Погоны бомбардира Русской императорской армии по годам:
- 1874-1881,
9-я артиллерийская бригада
- 1885-1904,
3-я Резервная артиллерийская бригада
- 1904-1906,
Квантунская крепостная артиллерия
- 1904-1907,
7-й Восточно-Сибирский стрелковый артиллерийский дивизион
- 1904-1907,
3-я Артиллерийская бригада
- 1904-1909,
31-я артиллерийская бригада
- 1911-1917,
3-й Туркестанский стрелковый артиллерийский дивизион

Погоны бомбардира-наводчика Русской императорской армии по годам:

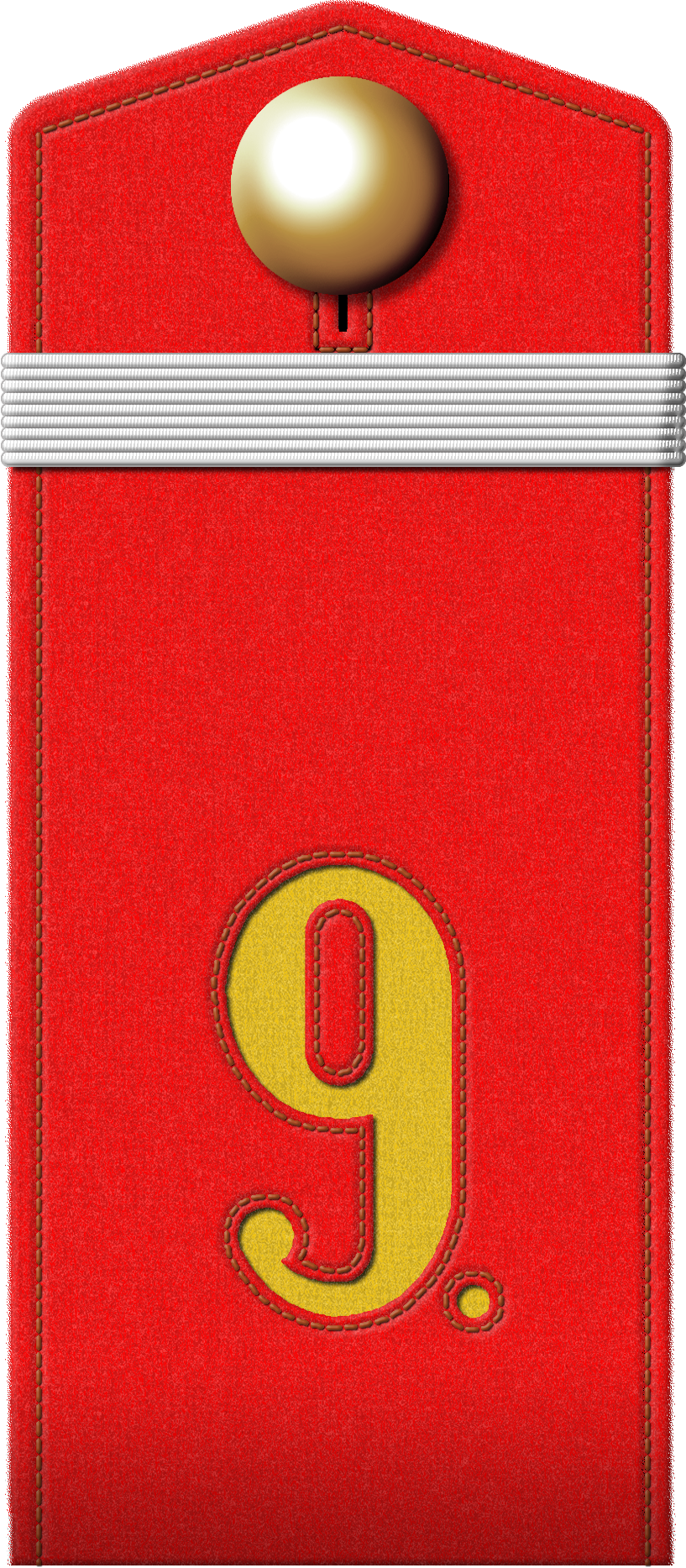
1885-1904, 3-я Резервная артиллерийская бригада

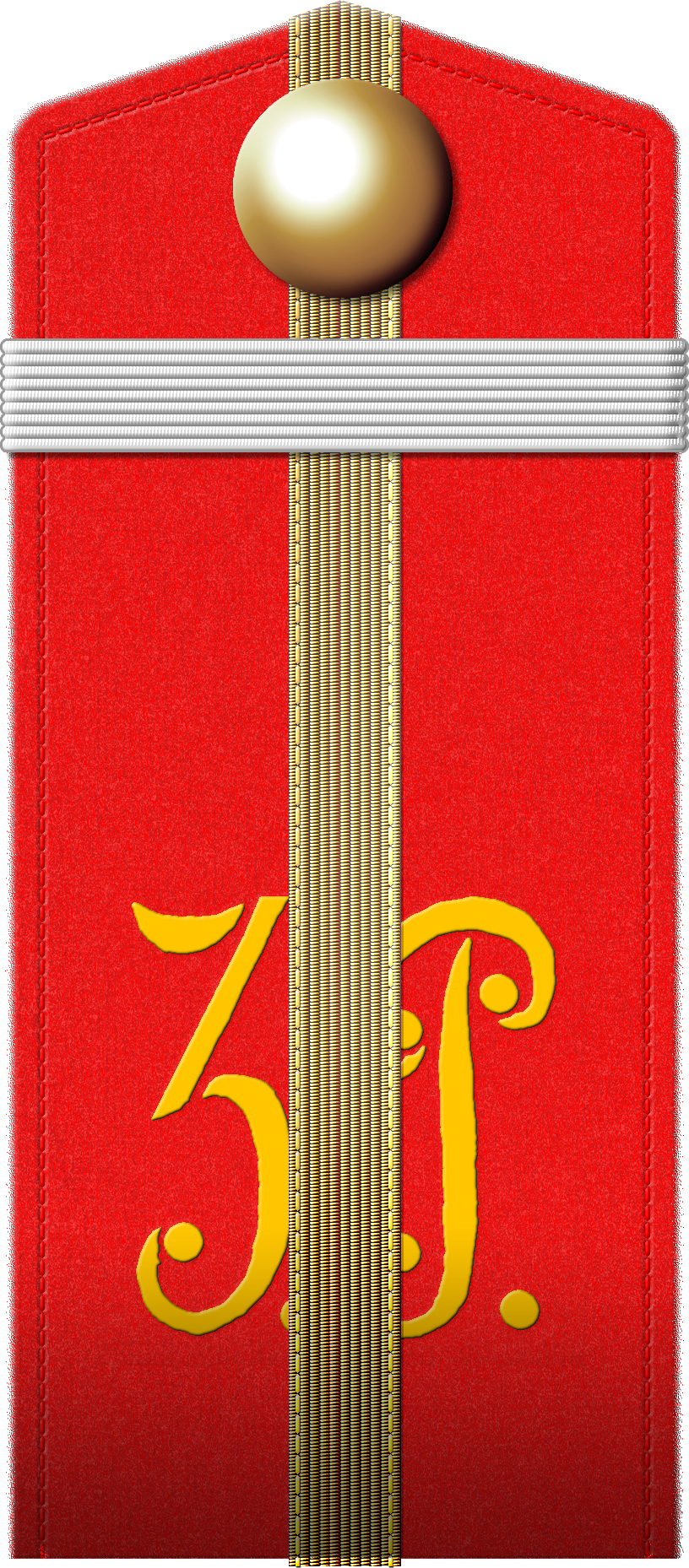
1885-1904, 3-я Резервная артиллерийская бригада
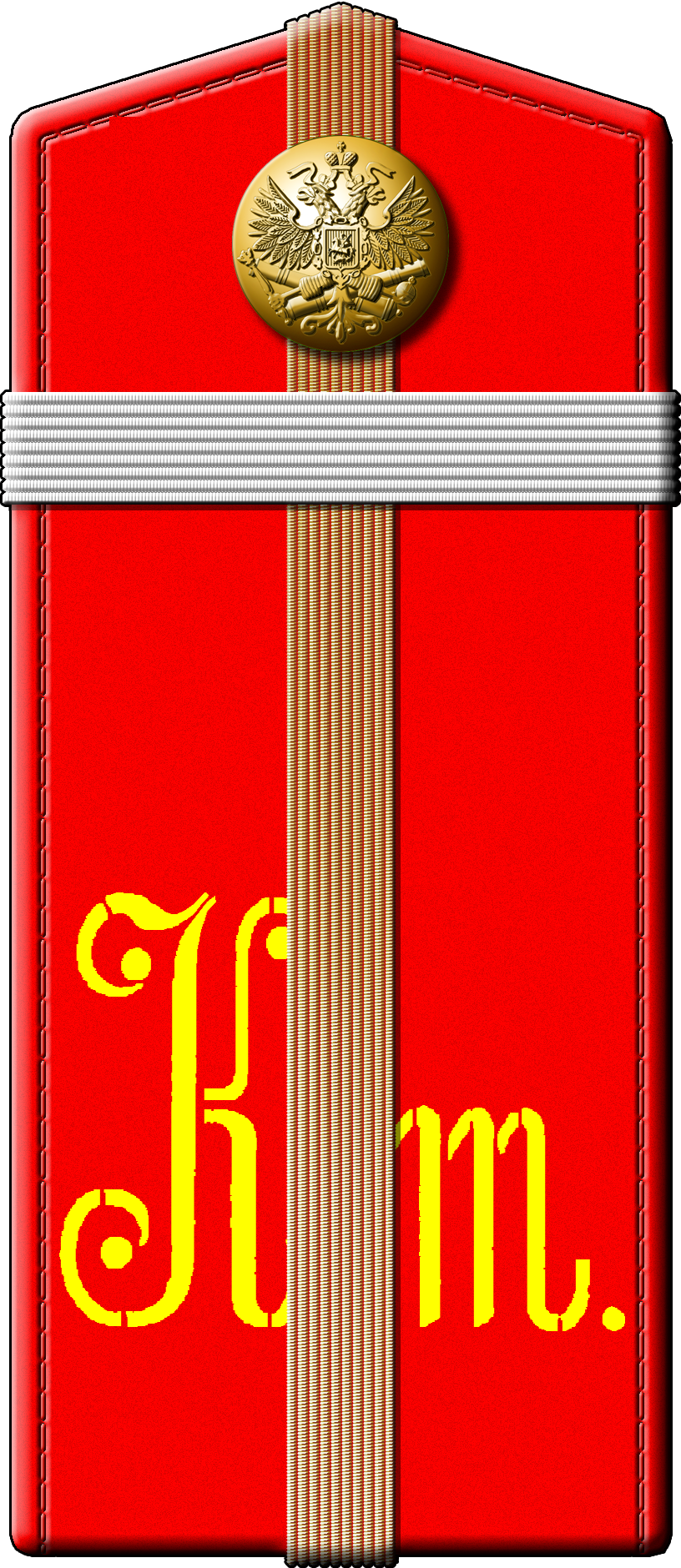
1904-1906, Квантунская крепостная артиллерия
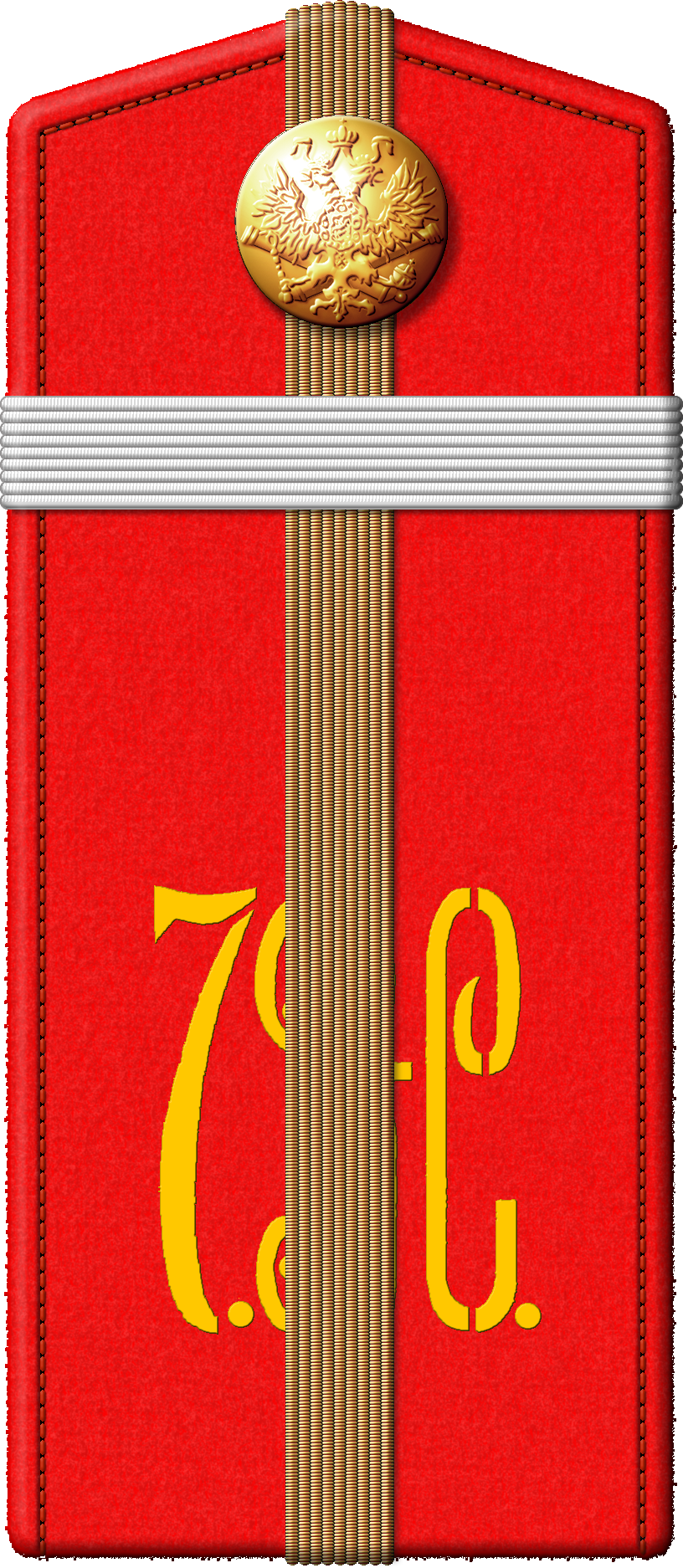
1904-1907, 7-й Восточно-Сибирский стрелковый артиллерийский дивизион
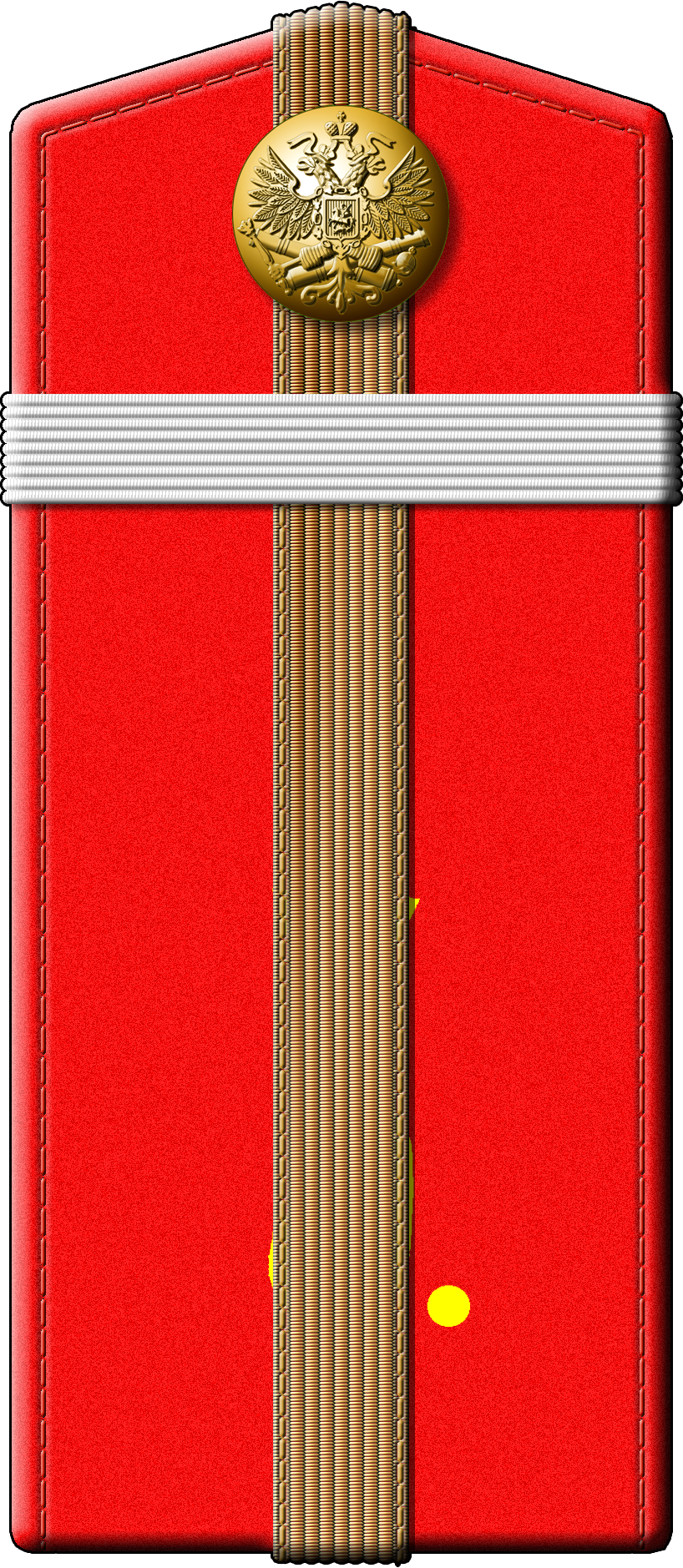
1904-1907, 3-я Артиллерийская бригада
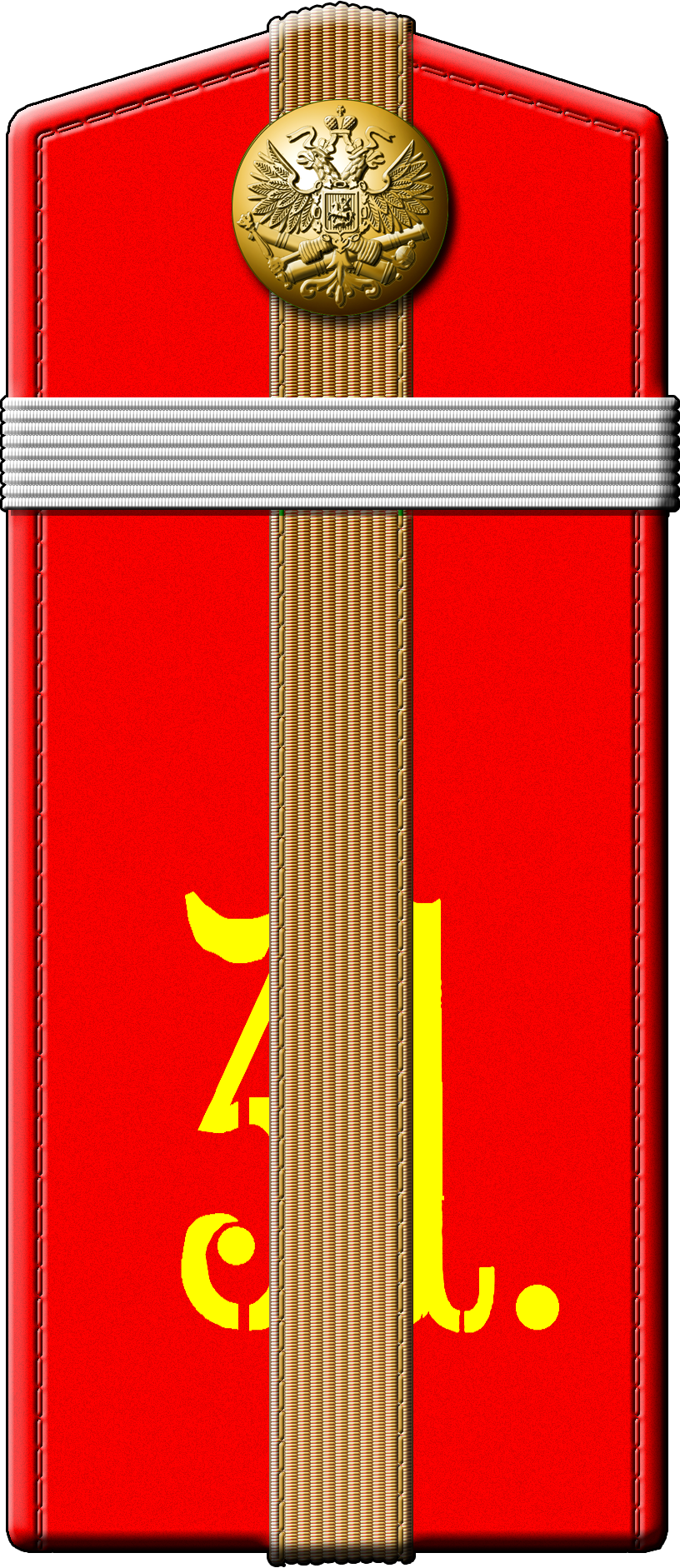
1904-1909, 31-я артиллерийская бригада
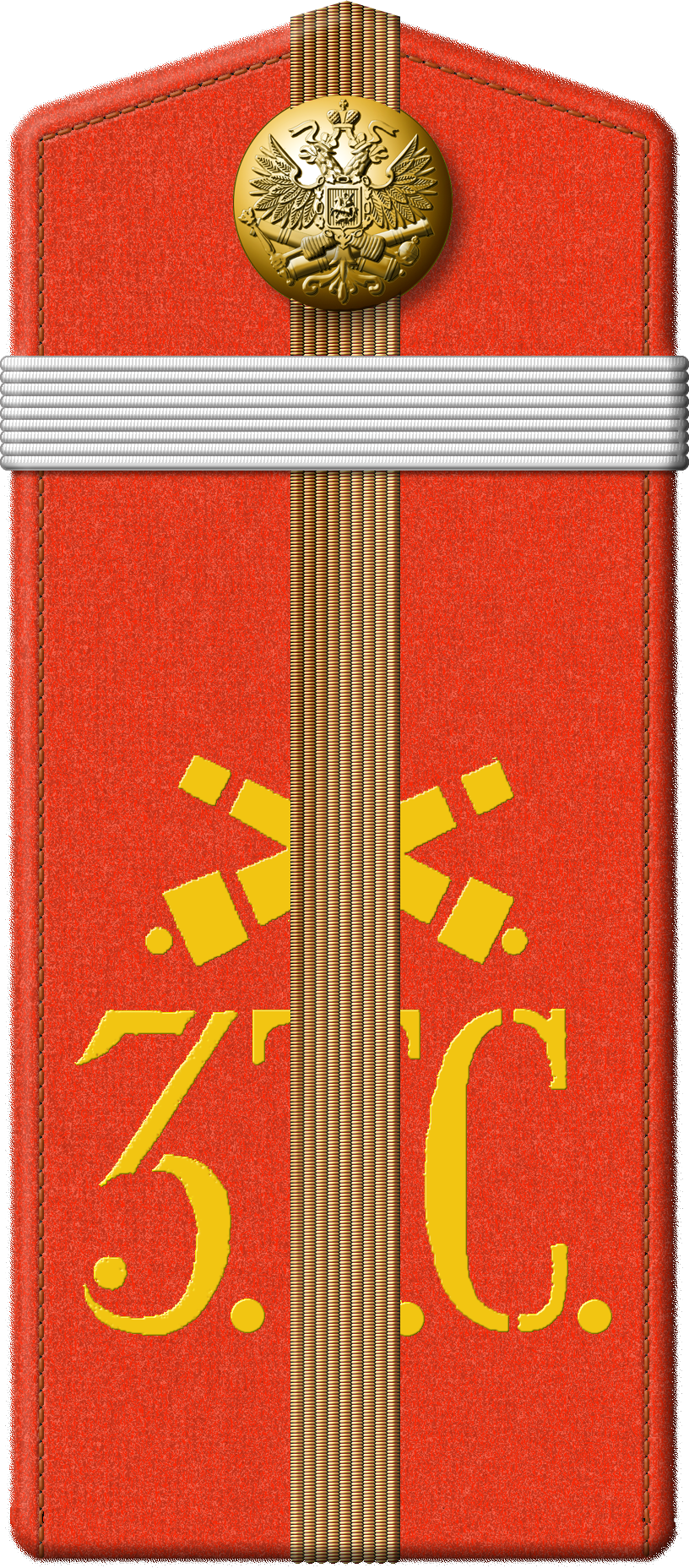
1911-1917, 3-й Туркестанский стрелковый артиллерийский дивизион

- 1904-1907,
7-й Восточно-Сибирский стрелковый артиллерийский дивизион
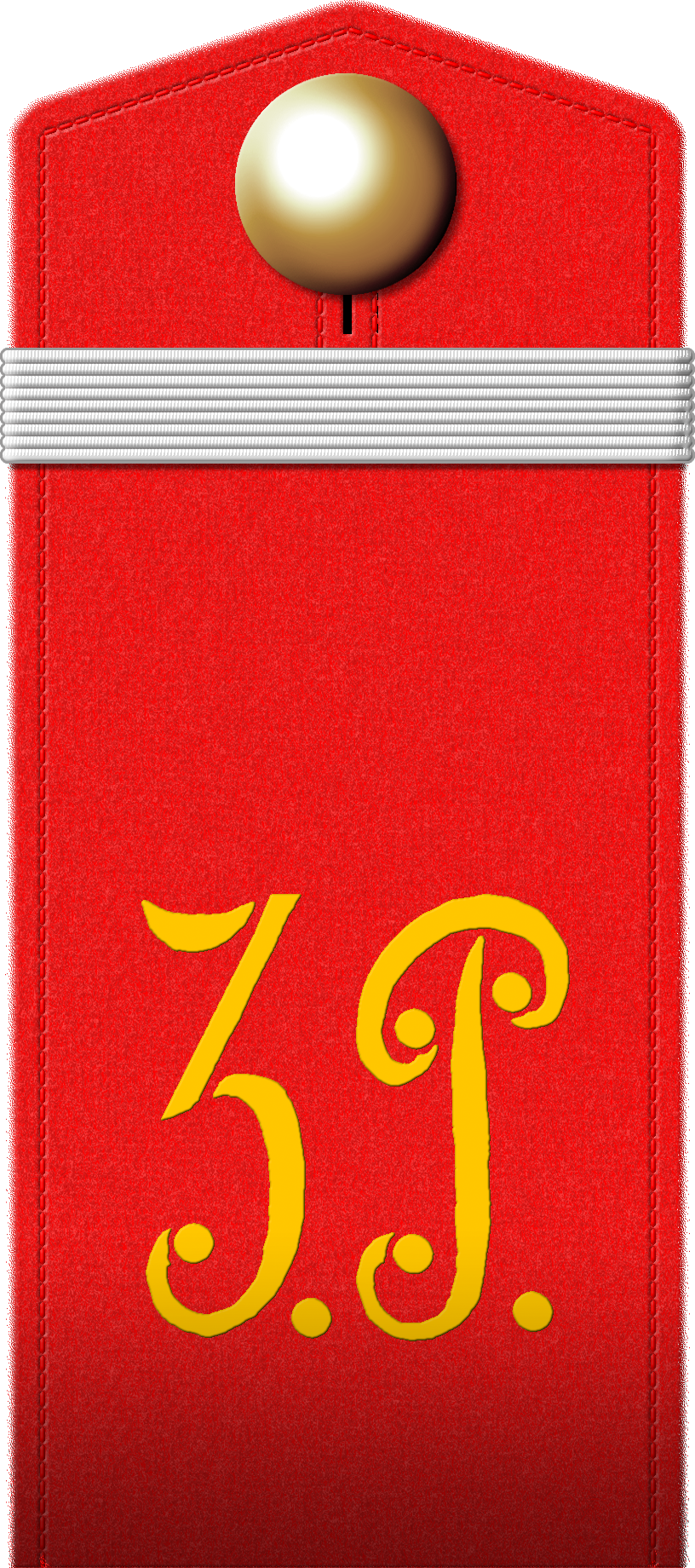
1904-1907, 3-я Артиллерийская бригада
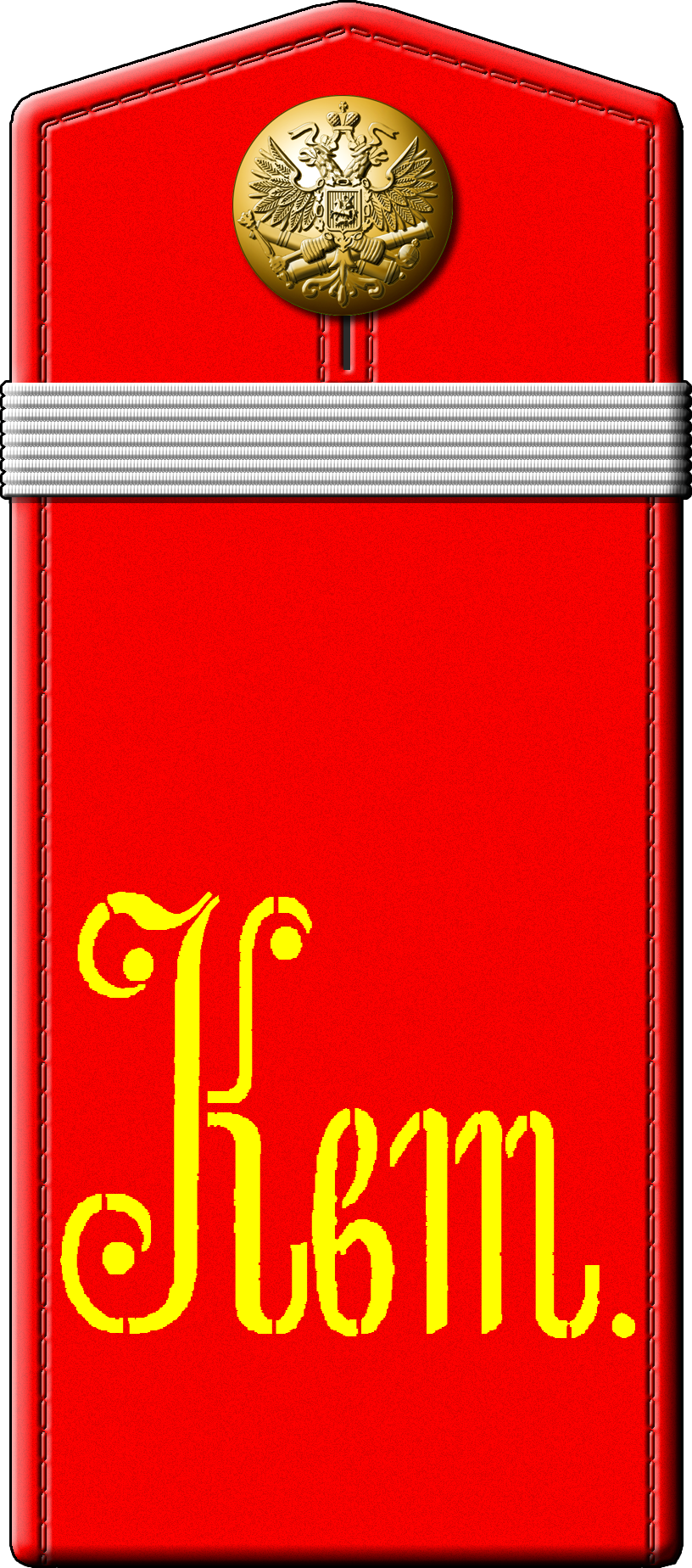
1904-1906, Квантунская крепостная артиллерия
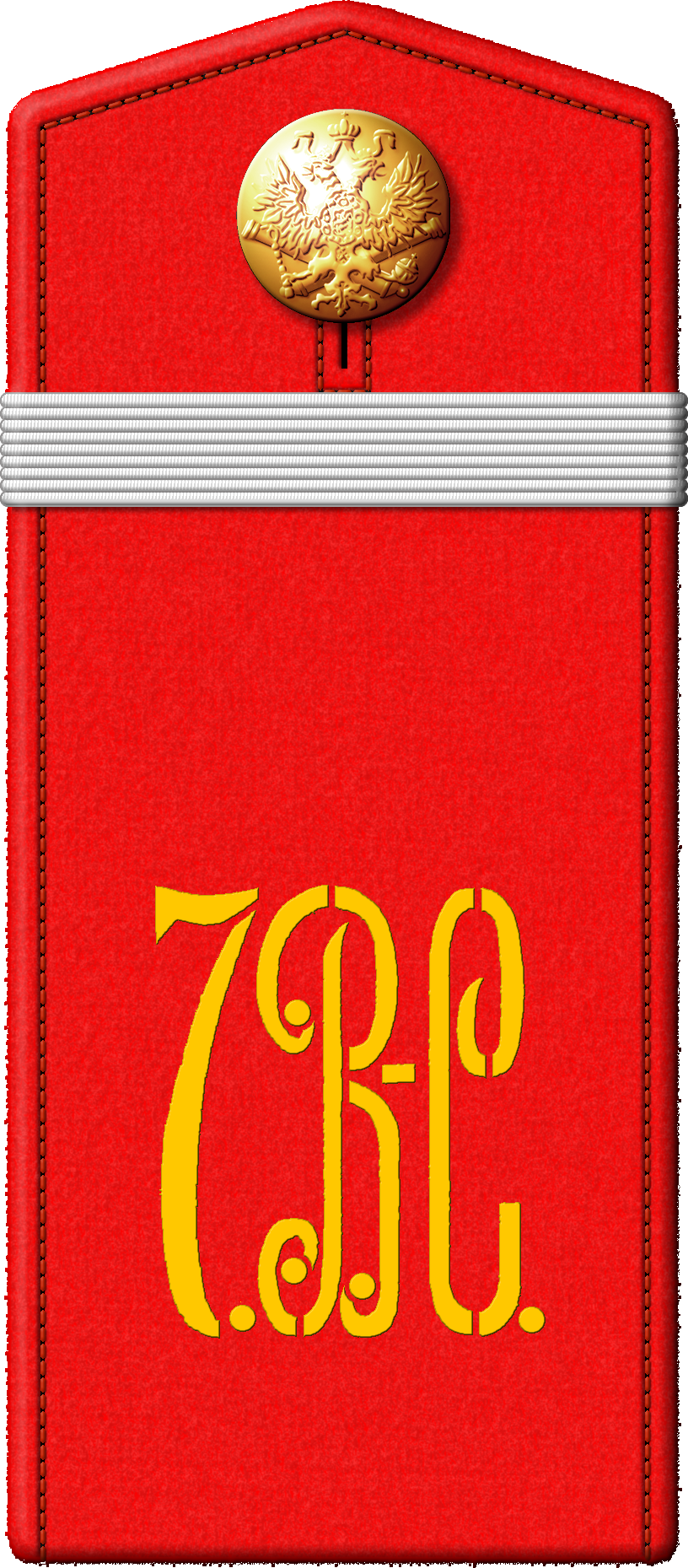
1904-1907, 7-й Восточно-Сибирский стрелковый артиллерийский дивизион
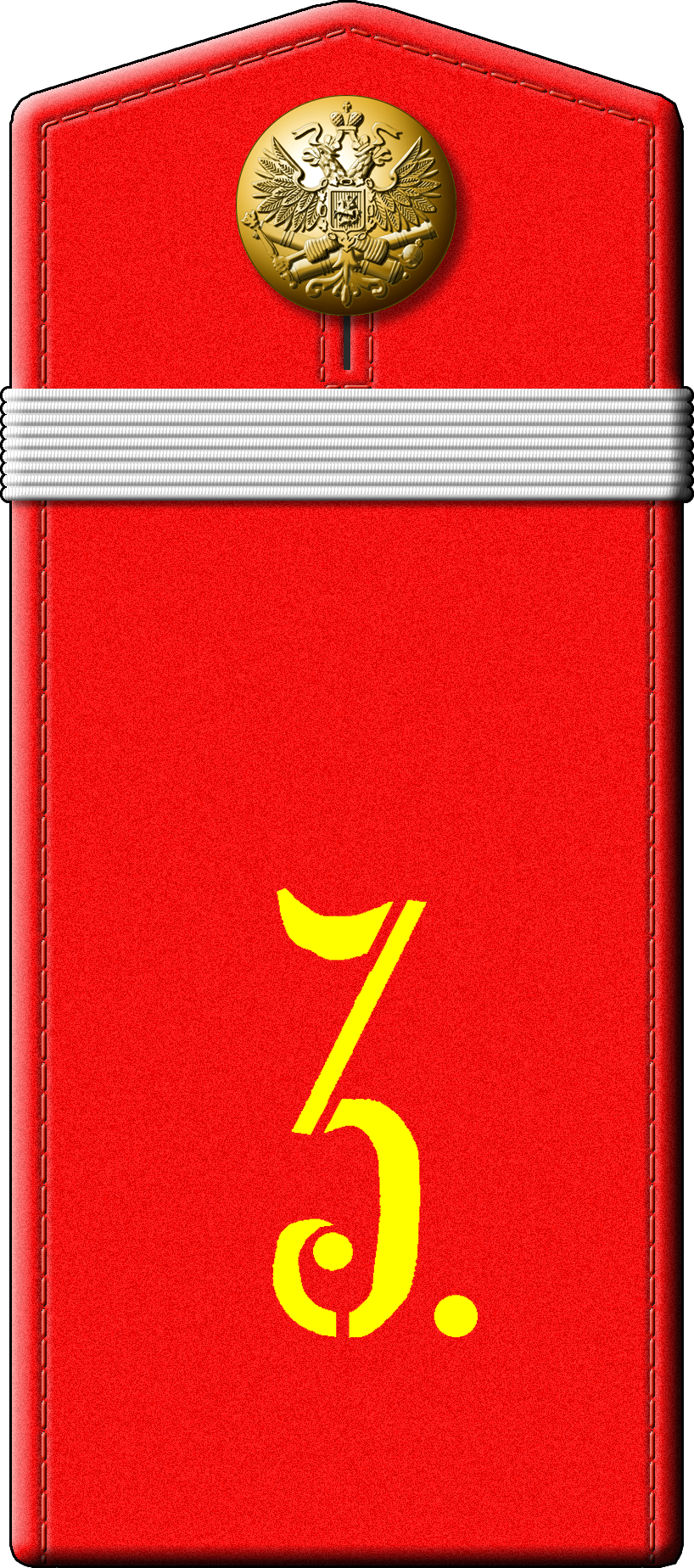
1904-1909, 31-я артиллерийская бригада
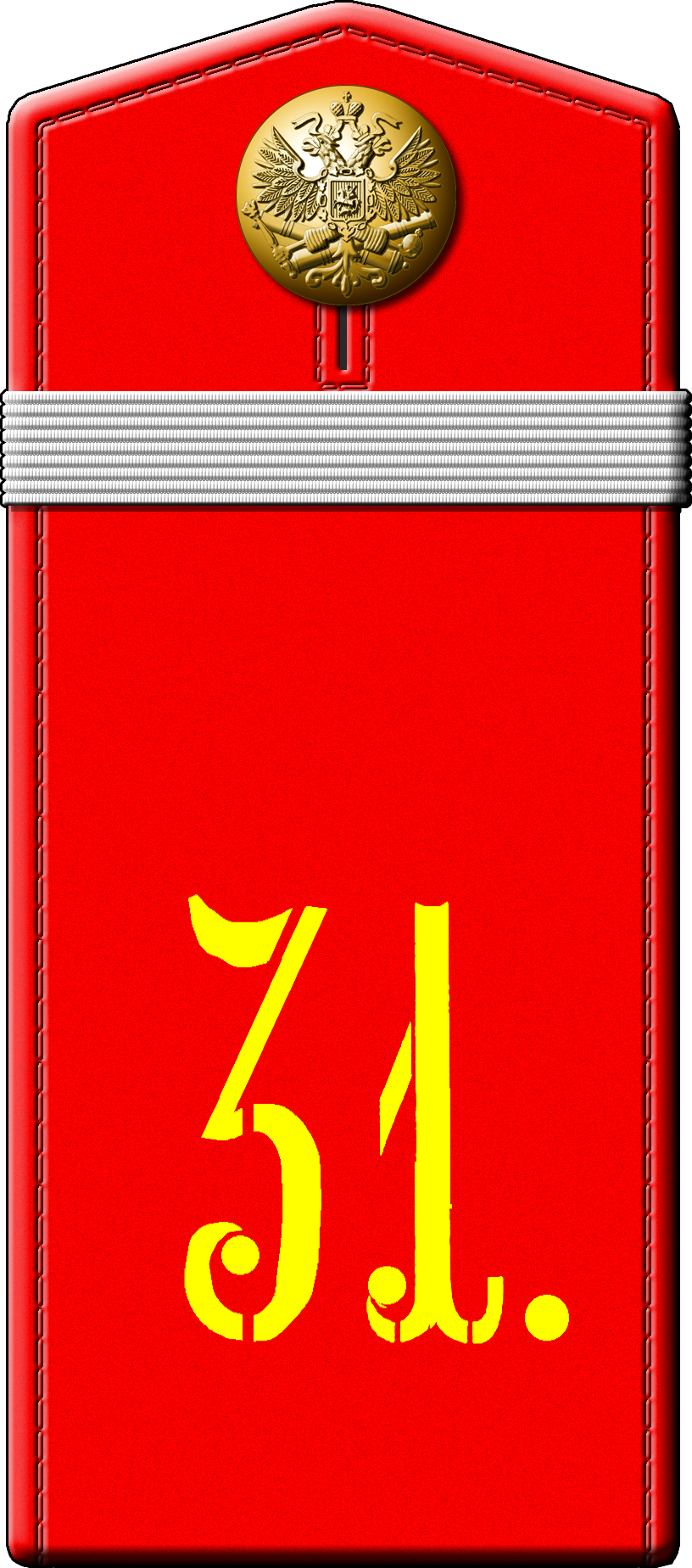
1904-1909, 31-я артиллерийская бригада
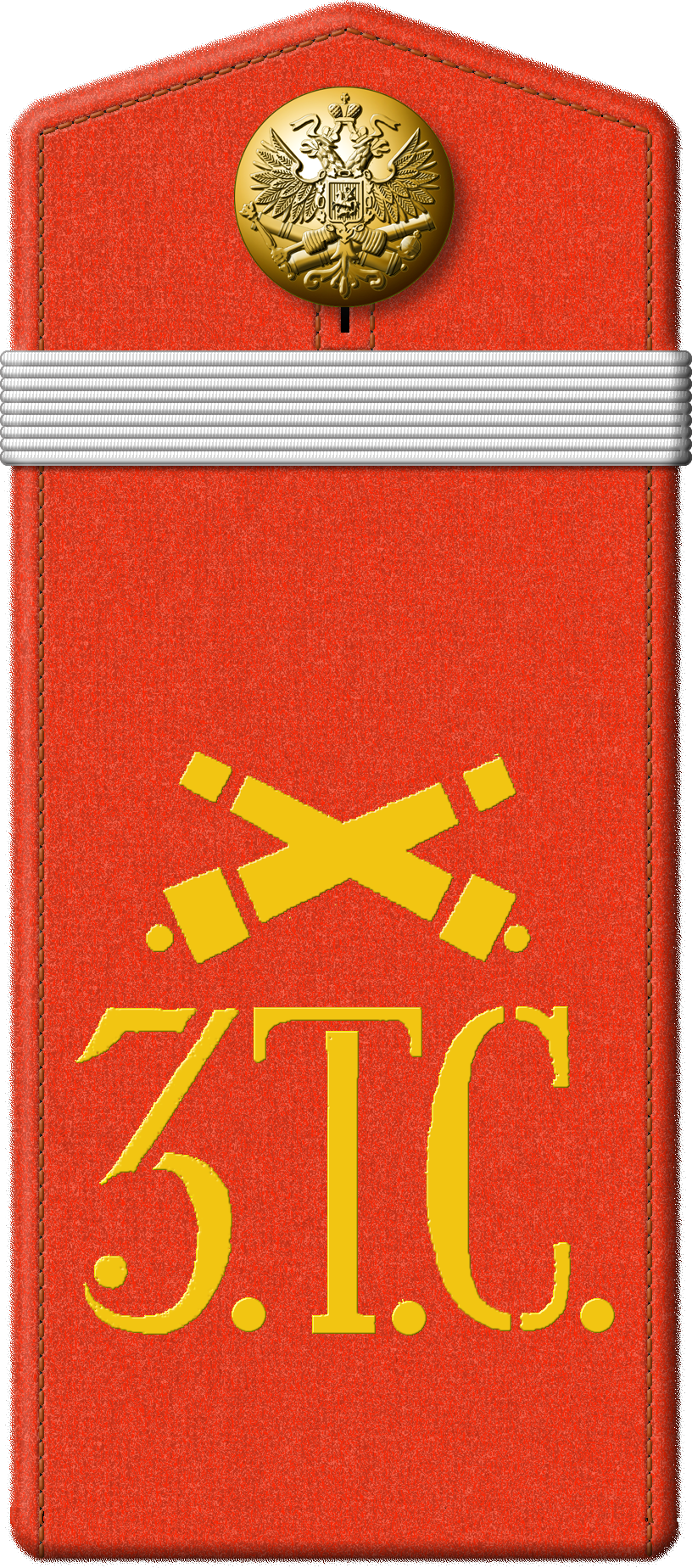
1911-1917, 3-й Туркестанский стрелковый артиллерийский дивизион

- 1911-1917,
3-й Туркестанский стрелковый артиллерийский дивизион